# Ieperlee
Ieperlee är ett vattendrag i Belgien.   Det ligger i provinsen Västflandern och regionen Flandern, i den västra delen av landet, 110 km väster om huvudstaden Bryssel.
Trakten runt Ieperlee består till största delen av jordbruksmark. Runt Ieperlee är det ganska tätbefolkat, med 144 invånare per kvadratkilometer.